# جوديث أودي
جوديث أودي (بالإنجليزية: Judith O'Dea)‏ هي ممثلة أمريكية، ولدت في 20 أبريل 1945 ببيتسبرغ في الولايات المتحدة.

## أعمال

### أفلام
- (1968) ليلة الموتى الأحياء

## وصلات خارجية
- جوديث أودي على موقع IMDb (الإنجليزية)
- جوديث أودي على موقع ألو سيني (الفرنسية)
- جوديث أودي على موقع أول موفي (الإنجليزية)
- جوديث أودي على موقع قاعدة بيانات الأفلام السويدية (السويدية)
- جوديث أودي على موقع إن إن دي بي (الإنجليزية)
- جوديث أودي على موقع قاعدة بيانات الفيلم (الإنجليزية)
- جوديث أودي على موقع كينوبويسك (الروسية)